# Julie Sweet
Julie Sweet, née en 1966 ou 1967, est une dirigeante d'entreprise américaine. Elle est, depuis juillet 2019, la directrice générale d'Accenture, une entreprise multinationale de services professionnels.

## Enfance et éducation
Julie Sweet est née en 1966 ou 1967 et grandit à Tustin, en Californie. Elle est titulaire d'une maîtrise du Claremont McKenna College. Elle est diplômée en droit de l'université Columbia.

## Carrière
Avant de rejoindre Accenture, Julie Sweet travaille comme avocate au cabinet Cravath, Swaine & Moore. Elle y officie pendant 17 ans dont dix en tant qu'associée. Au sein du cabinet, elle travaille notamment sur des sujets de financement et de fusions et acquisitions.

### Accenture
Accenture recrute Julie Sweet comme directrice juridique en 2010. En 2015, elle devient directrice générale de l'activité Amérique du Nord d'Accenture, le plus grand marché de l'entreprise. Elle siège en outre au comité de direction mondial de l'entreprise. Aux côtés du PDG d'alors, Pierre Nanterme, elle développe la stratégie de fusions et acquisitions d'Accenture.
En juillet 2019, à la suite du décès de Pierre Nanterme, elle est nommée directrice générale d'Accenture, un poste qu'elle occupe à compter de septembre 2019 devenant la première femme à occuper ce poste,. Elle remplace alors le directeur général par intérim, David Rowland. Au moment de sa nomination, elle est l'une des 27 femmes à la tête des entreprises du S&P 500  et la 15e femme PDG parmi les sociétés Fortune Global 500.
En complément de son poste au sein d'Accenture, Julie Sweet siège, à partir de 2019, aux conseils d'administration de Catalyst, un organisme sans but lucratif et du TechNet Executive Council, un réseau qui cherche à promouvoir la croissance.
Elle est membre du conseil d'administration du Forum économique mondial.
Elle est reconnue pour son combat en faveur des droits des femmes.
Pourtant, en 2025, à l'instar des GAFAM, Julie Sweet annonce mettre fin aux politiques d'inclusion et de diversité mises en place chez Accenture en 2017 conformément à la politique conservatrice américaine depuis la seconde investiture de Donald Trump.

## Vie privée
Julie Sweet est mariée et a deux filles.

## Prix et reconnaissances
Le New York Times la classe comme « l'une des femmes les plus puissantes des entreprises américaines ». 
Elle est également citée dans la liste des « femmes les plus puissantes » de Fortune de 2016 à 2018,, et, en 2019, elle est classée au neuvième rang.
En 2021, elle occupe la 10e place du classement Forbes des « 100 femmes les plus puissantes du monde », la neuvième l'année suivante et la septième en 2024.
Le magazine TIME a mentionné Julie Sweet dans son classement des 100 personnes les plus influentes de l'année 2024